# Sydkinesiske Hav
Det Sydkinesiske Hav er en del af Stillehavet og dækker et område fra Indonesien til Taiwanstrædet på omkring 3.500.000 km².
Omkring det Sydkinesiske Hav ligger en række lande:
- Folkerepublikken Kina
- Republikken Kina
- Filippinerne
- Malaysia
- Brunei
- Indonesien
- Vietnam

En række af disse lande har overlappende territorialfarvandskrav.
Det Sydkinesiske hav grænser i SØ op til Koraltrekanten.
Nær Paraceløerne findes verdens dybeste "blå hul", et undersøisk jordfaldshul, kaldet Dragehullet eller det Sydkinesiske havs øje med en dybde på over 300 m.